# Хунедоара
Хунедоара (рум. Hunedoara, мађ. Vajdahunyad) је град у Румунији. Он се налази у средишњем делу земље, у историјској покрајини Трансилванија. Хунедоара је други по важности град истоименог округа Хунедоара.
Хунедоара је према последњем попису из 2021. године имала 50.457 становника.

## Географија
Град Хунедоара налази се у крајње западном делу историјске покрајине Трансилваније, близу Баната. Хунеодара се образовала као рударско средиште у западним Карпатима.

## Историја
Православну цркву Св. Николе која је отприлике сличне старости као и дворац Корвинов у Хунеодори, заједно су градили месни Срби и Румуни. Било је то дозвољено повељом Јована Хуњадија из Хунедоаре, сина краља Матије Корвина. Срби су се ту масовно населили у 15. веку, склањајући се од Турака. Помиње се 1507. године поп Петар, а следе и други подаци о свештенству из 1506, 1526. и 1540. године. По повељи издатој 5. јула 1548. године, дозвољено је Србима и Власима да у Хунеодари на месту старе, подигну нови православни храм. Николајевски храм су узвисили (подигли у висину) својим прилозима богати Грци трговци 1634. године.
Према државном шематизму православног клира Угарске 1846. године у месту "Варош Хуњад" је било 315 православних породица. Свештеници су били пароси, поп Никола Поповић и поп Георгије Данц.

## Становништво
| 1912. | 1930. | 1948. | 1956.  | 1966.  | 1977.  | 1992.  | 2002.  | 2011.  | 2021.  |
| ----- | ----- | ----- | ------ | ------ | ------ | ------ | ------ | ------ | ------ |
| 4.520 | 4.600 | 7.018 | 36.498 | 68.207 | 79.719 | 81.337 | 71.257 | 60.525 | 50.457 |

Према попису из 2021. на територији града Хунедоаре живело је 50.457 становника што је мање за 10.068 (-16,63%) у односу на претходни попис из 2011. на ком је било 60.525 становника.
По последњем попису становништва из 2021. године, већинско становништво чинили су Румуни (79,88%), док се од мањина издвајају Мађари (3,52%) и Роми (1,12%).
| Етнички састав према попису из 2021.‍ | Етнички састав према попису из 2021.‍ | Етнички састав према попису из 2021.‍ | Етнички састав према попису из 2021.‍ | Етнички састав према попису из 2021.‍ |
| ------------------------------------ | ------------------------------------ | ------------------------------------ | ------------------------------------ | ------------------------------------ |
|                                      |                                      |                                      |                                      |                                      |
| Румуни                               | Румуни                               |                                      | 40.306                               | 79,88%                               |
| Мађари                               | Мађари                               |                                      | 1.777                                | 3,52%                                |
| Роми                                 | Роми                                 |                                      | 567                                  | 1,12%                                |
| Немци                                | Немци                                |                                      | 77                                   | 0,15%                                |
| Грци                                 | Грци                                 |                                      | 14                                   | 0,03%                                |
| Италијани                            | Италијани                            |                                      | 13                                   | 0,03%                                |
| Албанци                              | Албанци                              |                                      | 11                                   | 0,02%                                |
| Остали                               | Остали                               |                                      | 59                                   | 0,12%                                |
| Непознато                            | Непознато                            |                                      | 7.633                                | 15,13%                               |

## Привреда
Хунедоара је традиционално била друго по важности средиште црне металургије у Румунији. Данас је производња гвожђа и челика обустављена, али је у порасту туризам, који се тесно ослања на велелепни дворац Сибињанин Јанка, који је скоро обновљен и претворен у музеј.

## Партнерски градови
- Аржантеј
- Деринџе
- Сомбатхељ
- Зеница